# Oleksandr Riezanov
Oleksandr Riezanov   (Aleksàndrovsk-Sakhalinski, 6 d'octubre de 1948 - Zaporíjia, 5 de setembre de 2024) va ser un jugador d'handbol ucraïnès que va competir sota bandera soviètica durant les dècades de 1960 i 1970.

## Biografia
El 1972 va prendre part en els Jocs Olímpics de Múnic, on fou cinquè en la competició d'handbol. Quatre anys més tard, a Mont-real, guanyà la medalla d'or en la mateixa competició.
En el seu palmarès també destaca una medalla de plata al Campionat del món d'handbol de 1978. Amb la selecció soviètica jugà un total de 127 partits en què marcà 93 gols. A nivell de clubs jugà al ZTR Zaporíjia, amb qui guanyà la Copa EHF de 1983.
En retirar-se passà a exercir d'entrenador de diferents equips d'handbol, entre els quals destaquen la selecció nacional ucraïnesa.